# Crown Castle International Corp.

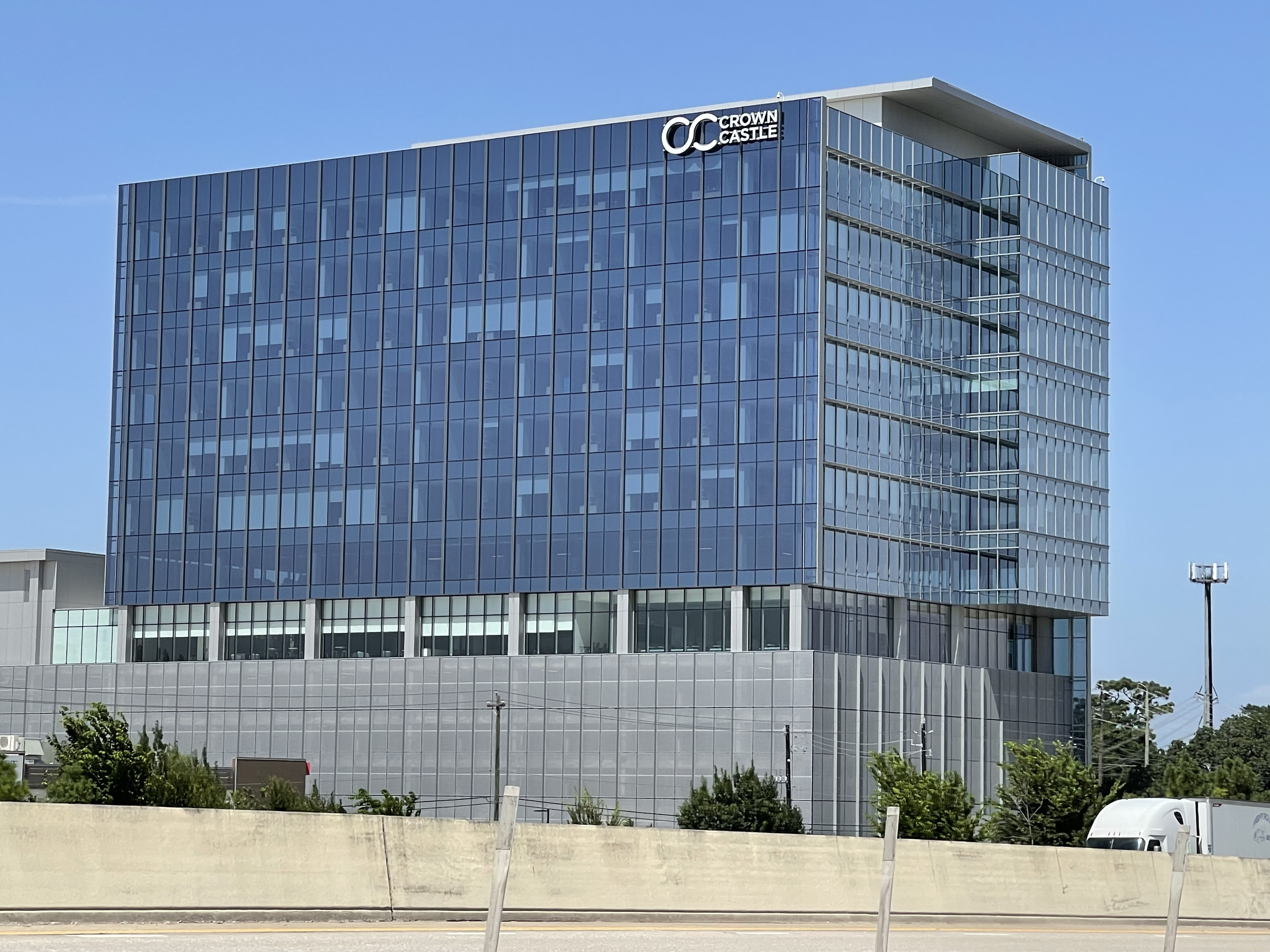
Sede de Crown Castle International Corporation en Houston, Texas.

Crown Castle International Corp. es una empresa estadounidense con sede en Houston (Texas) que proporciona componentes electrónicos e infraestructura para retransmisiones y telefonía móvil. Opera en los Estados Unidos y Puerto Rico y proporciona cobertura telefónica móvil a más de 100 mercados diferentes, siendo proveedores de servicios a empresas punteras como Verizon, AT&T, Sprint o T-Mobile.  En 2015 la compañía se situaba en el puesto #166 en el índice de S&P 500.

## Historia reciente
En agosto de 2004, Crown Castle se deshizo de su filial en Reino Unido,  Crown Castle UK, vendiéndola a National Grid por $2.035 millones de dólares en efectivo. En enero de 2007, Crown Castle completó la adquisición de Global Signal Inc., un operador rival de EE. UU. con sede en Sarasota, Florida. En diciembre de 2011,  Crown Castle anuncia un acuerdo definitivo para adquirir NextG Networks, Inc. por unos $1.000 millones de dólares.
En septiembre de 2012, Crown Castle firma un acuerdo con T-Mobile USA. El trato arrienda 7200 torres inalámbricas a la compañía por un plazo de 28 años por unos $2.400 millones de dólares. Terminado el plazo, la compañía tiene derecho preferente a compra por otros $2.400 millones.
En octubre de 2013, Crown Castle firmó un acuerdo con AT&T por el cual arrienda 9.700 torres inalámbricas a la compañía por un plazo de 28 años por un monto de $4.850 millones de dólares.